# Usman Garuba
Destiny Usman Garuba Alari (Madrid, 9 de marzo de 2002) es un jugador de baloncesto español que pertenece a la plantilla del Real Madrid de la liga ACB. Con 2,03 metros de altura juega en la posición de ala-pívot. Su hermano Sediq Garuba también es jugador de baloncesto.

## Trayectoria

### Inicios
Criado en Azuqueca de Henares (Guadalajara), empezó a jugar en sus escuelas municipales y en 2013 ingresó en las categorías inferiores del Real Madrid. Paso a paso, llegaría a convertirse en uno de los grandes dominadores de las categorías de formación. En su palmarés en categorías de formación destacan un oro y una plata en sus dos Europeos sub-16 con la selección española, siendo MVP y quinteto ideal en cada uno de ellos.
Disputa la temporada 2017-18 alternando el júnior con el Real Madrid de la Liga EBA y en la temporada 2018-19 ya fue jugador del Liga EBA, siendo el MVP durante varias jornadas de la Conferencia B.

### Profesional

#### España
El 28 de octubre de 2018, en un encuentro frente al San Pablo Burgos, se convirtió en el tercer jugador más joven en debutar en la Liga ACB con el Real Madrid, tras Luka Dončić y Roberto Núñez. Disputó tres minutos, tiempo en el que anotó dos puntos, cogió dos rebotes y cometió una falta personal.
Ha conseguido varios récords de precocidad en la Liga ACB. En su segundo partido como titular en la Liga ACB 2019-20, contra el UCAM Murcia, logró 13 puntos, 10 rebotes y 24 de valoración, lo que le supuso ser el jugador más joven en lograr un doble doble, el más joven en lograr 10 rebotes (superando en ambos casos a Dončić) y el segundo más joven en lograr 24 de valoración en la Liga Endesa, solo por detrás de Ricky Rubio. Poco después, contra el Monbus Obradoiro, fue el primer jugador menor de edad que consigue capturar 13 rebotes.
En el cuarto partido de cuartos de final de la temporada 2021-21 de la Euroliga, se convirtió en el jugador más joven en llegar a 30 de valoración (merced a un doble-doble de 24 puntos y 12 rebotes) en un partido de playoff, siendo además la segunda marca más alta de la historia bajo este formato (tras los 32 de valoración de Sofoklis Schortsanitis en 2006).

#### NBA
El 29 de julio de 2021 fue seleccionado en la posición n.º 23 de la primera ronda del draft de la NBA por los Houston Rockets.
El 10 de agosto de 2021 se oficializó su fichaje por los Houston Rockets tras llegar el jugador a un acuerdo con el Real Madrid para el pago de los tres millones de euros de su cláusula de rescisión.
El 21 de octubre de 2021 debutó en partido oficial de liga regular de la NBA con derrota por 124-106 ante los Minnesota Timberwolves. En dicho partido anotó cuatro puntos, atrapó dos rebotes, repartió una asistencia, recuperó un balón y colocó dos tapones en 8:22 minutos de juego. El 1 de abril de 2022 ante Sacramento Kings, su segundo partido como titular, atrapó 14 rebotes.
El 1 de julio de 2023 fue traspasado, junto a TyTy Washington, a Atlanta Hawks. Pero, una semana más tarde, ambos son de nuevo traspasados, junto a Rudy Gay, a Oklahoma City Thunder, a cambio de Patty Mills.
El 15 de septiembre de 2023 firmó un contrato dual con los Golden State Warriors de la NBA y su filial en la G League, los Santa Cruz Warriors. Tras promediar 10,9 puntos y 8,8 rebotes por partido en la Showcase Cup de la G League, debutó con Golden State el 22 de diciembre.

#### Regreso a la ACB
El 20 de agosto de 2024 se anunció el regreso de Garuba al Real Madrid con un contrato para tres temporadas.

### Selección nacional

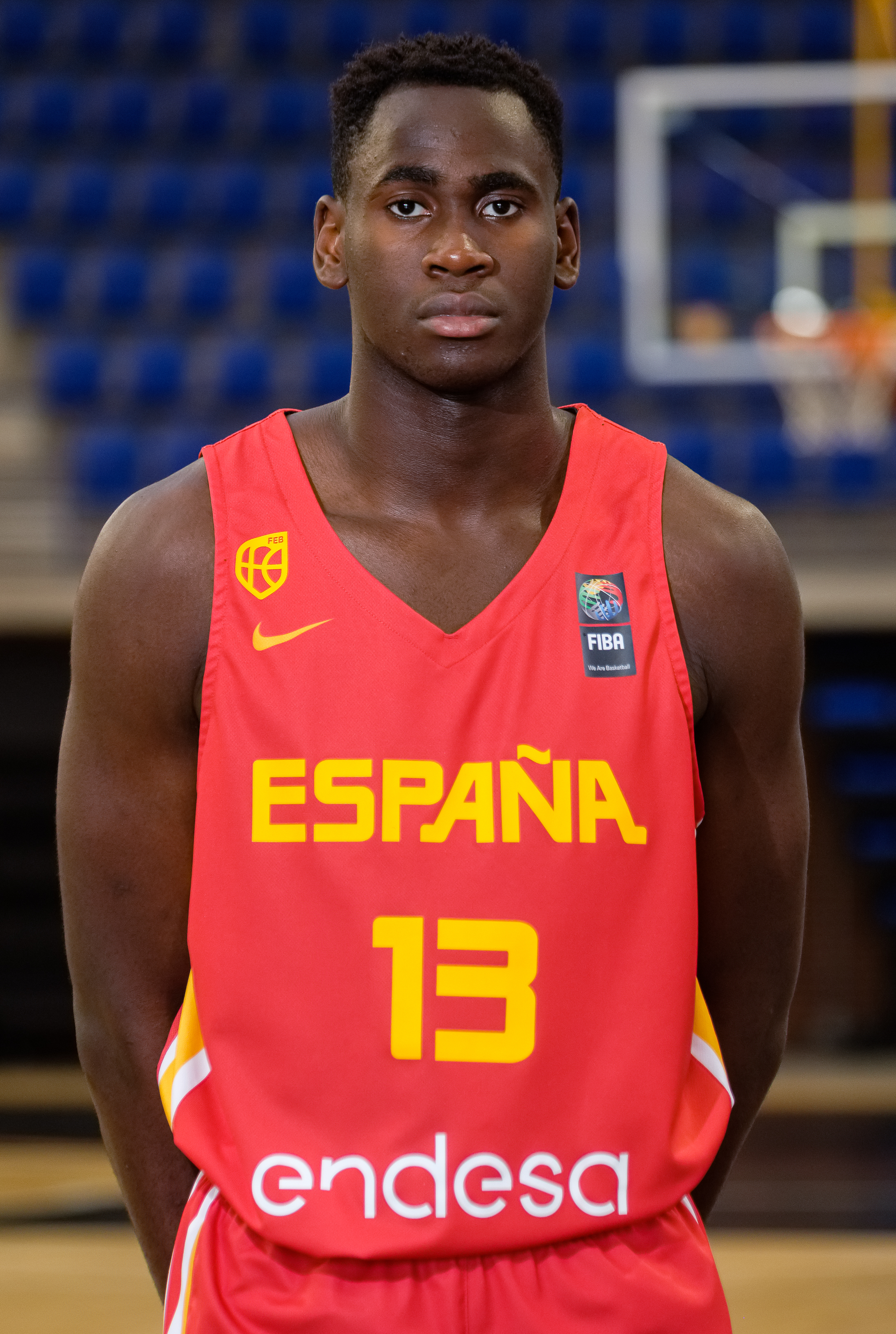
Garuba con España en 2019.

Fue integrante de las selecciones júnior de España desde los 14 años. Ganó el oro en el EuroBasket Sub-16 de Polonia 2016, siendo nombrado MVP del torneo; y la plata en el de Serbia 2018. Luego ganó el oro en el EuroBasket Sub-18 de Grecia 2019, donde fue incluido en el mejor quinteto del torneo.
Debutó como internacional con la selección española el 3 de julio de 2021, en un partido amistoso contra Irán.
En verano de 2021 formó parte de la selección absoluta española que participó en los Juegos Olímpicos de Tokio 2020, acabando en sexto lugar.
En septiembre de 2022, fue parte del combinado absoluto español que participó en el EuroBasket 2022, donde ganaron el oro, al vencer en la final a Francia.
Durante agosto y septiembre de 2023 fue integrante de la selección de España que participó en el Mundial de 2023 celebrado en Asia, y que finalizó en noveno lugar.
Entre julio y agosto de 2024 fue parte de la selección absoluta de España, que disputó los Juegos Olímpicos de París, finalizando en décima posición.

## Estadísticas de su carrera en la NBA

### Temporada regular
| Año     | Equipo       | PJ  | PT | MPP  | %TC  | %3P  | %TL  | RPP | APP | ROB | TPP | PPP |
| ------- | ------------ | --- | -- | ---- | ---- | ---- | ---- | --- | --- | --- | --- | --- |
| 2021-22 | Houston      | 24  | 2  | 10.0 | .432 | .250 | .714 | 3.5 | .7  | .4  | .5  | 2.0 |
| 2022-23 | Houston      | 75  | 1  | 12.9 | .486 | .407 | .617 | 4.1 | .9  | .6  | .4  | 3.0 |
| 2023-24 | Golden State | 6   | 0  | 3.0  | .167 | .000 | .500 | 1.2 | .2  | .2  | .5  | .5  |
| Total   | Total        | 105 | 3  | 11.7 | .467 | .363 | .625 | 3.8 | .8  | .5  | .4  | 2.6 |

## Votaciones para elAll-Star Game de la NBA
| Año  | Número de Votos | Elegido | Equipo                |
| ---- | --------------- | ------- | --------------------- |
| 2022 | 2.344           | No      | Houston Rockets       |
| 2023 | 3.107           | No      | Houston Rockets       |
| 2024 | 3.666           | No      | Golden State Warriors |